# Edmond Loichot
Edmond Florentin Loichot (né à Bienne le 12 juin 1905 et mort en 1989 à Genève) était un joueur de football international suisse.

## Biographie
Edmond Loichot évolue au sein de l'équipe du FC Servette de 1932 à 1937. Il est sélectionné par l'entraîneur Heini Müller pour disputer la coupe du monde 1934 en Italie.
Au terme de sa carrière de footballeur professionnel, Edmond Loichot se reconvertit dans l'horlogerie et tient un magasin sis au n°1 de la rue de la Madeleine à Genève,.